# Heodes bulvus
Heodes bulvus är en fjärilsart som beskrevs av Rummel 1928. Heodes bulvus ingår i släktet Heodes och familjen juvelvingar. Inga underarter finns listade i Catalogue of Life.